# Grand Arc
Le Grand Arc est un sommet et un chaînon des Alpes françaises qui se situe en Savoie entre la rive droite de la basse Maurienne et la rive gauche de l'Isère (vallée de la Tarentaise et Combe de Savoie) communément rattaché au massif de la Lauzière, et plus largement au massif de la Vanoise. À ce titre, il en est le plus occidental, faisant face au massif des Bauges. Il domine de plus de 2 000 mètres la vallée de l'Isère.
Il est séparé du massif de la Lauzière par le col de Basmont, au sud-est.
Géologiquement, en revanche, il s'inscrit dans le prolongement de la chaîne de Belledonne, notamment par son orientation nord / sud, et par ses roches cristallines dominantes (micaschistes). Il est d'un point de vue du relief très homogène.

## Principaux sommets
Du nord au sud :
- la Grande Lanche, 2 110 m
- la dent du Corbeau, 2 286 m
- la Tuile, 2 294 m
- le Grand Arc, 2 484 m, point culminant du chaînon
- le Petit Arc, 2 365 m
- le Char de la Turche,  2 010 m

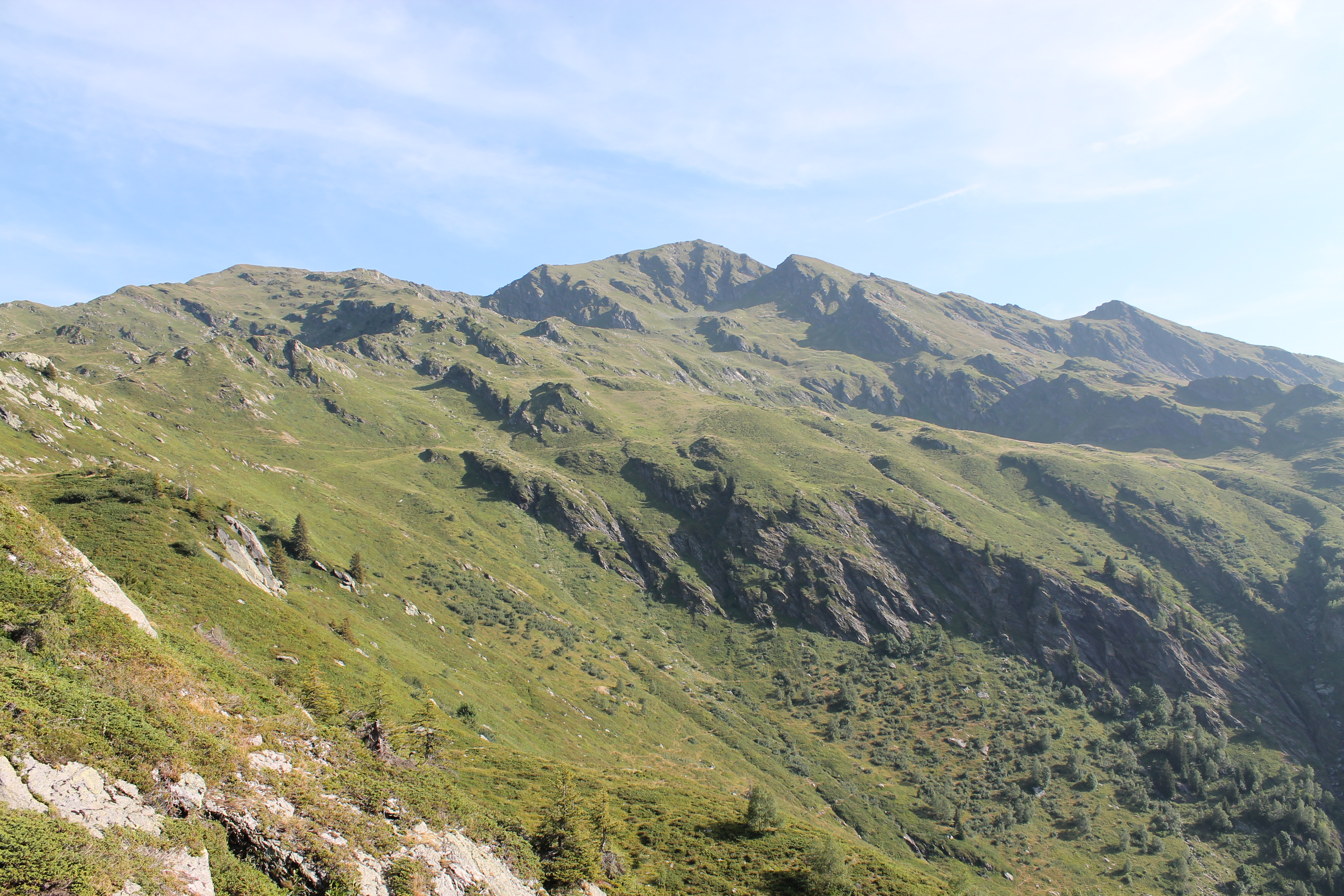
Vue sur le Grand Arc, à droite, et le Petit Arc, à gauche, depuis le pas des Chèvres (1 760 m) à l'ouest.
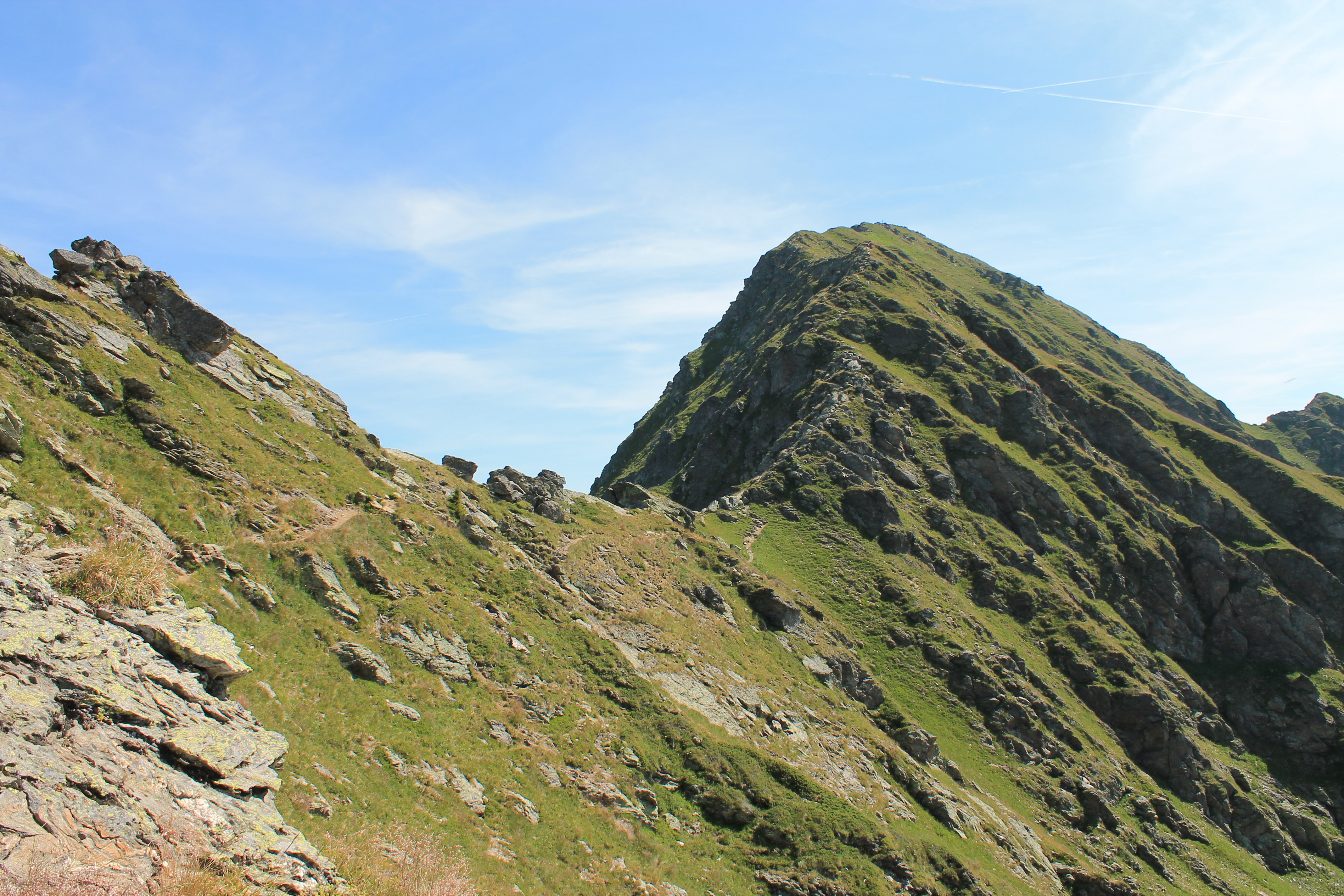
Vue sur le Grand Arc, depuis le flanc sud-est du sommet du Petit Arc à l'ouest.